# Bunopus crassicauda
Bunopus crassicauda là một loài thằn lằn trong họ Gekkonidae. Loài này được Nikolsky mô tả khoa học đầu tiên năm 1907.